# Matelea insolita
Matelea insolita är en oleanderväxtart som beskrevs av W.D.Stevens. Matelea insolita ingår i släktet Matelea och familjen oleanderväxter. Inga underarter finns listade i Catalogue of Life.